# Еренфрідерсдорф
Еренфрідерсдорф (нім. Ehrenfriedersdorf) — місто в Німеччині, розташоване в землі Саксонія. Входить до складу району Рудні Гори.
Площа — 15,86 км2. Населення становить 4638 ос. (станом на 31 грудня 2020).